# Wendell Phillips
Wendell Phillips (1811–1884) – amerykański przywódca abolicjonistów i obrońca rdzennych Amerykanów. W latach 1865–1870 pełnił funkcję przewodniczącego Amerykańskiego Towarzystwa Antyniewolniczego, jednego z najbardziej znaczących organizacji dążących do zniesienia niewolnictwa w Stanach Zjednoczonych w XIX wieku. Był bliskim współpracownikiem Williama Lloyda Garrisona.
Phillips był znakomitym mówcą, pisarzem oraz dyskutantem. Skończył studia prawnicze i pracował jako adwokat.